# Asociación de Fútbol Oruro
La Asociación de Fútbol Oruro, también conocida por su siglas AFO, es el organismo rector del fútbol en Oruro. Se encuentra afiliada a la Asociación Nacional de Fútbol como una de las 9 ligas que integran el sistema de competición a nivel regional en Bolivia.

## Historia
Antecedentes
En 1891, el fútbol llegó al país, a través de la construcción del ferrocarril Uyuni - Oruro, traído por los trabajadores ingleses del Bolivian Railway Limited.
Cuatro años después de este acontecimiento un grupo de entusiastas deportistas encabezados por Leoncio Suaznábar Condarco, Mier, León, Enrique Bohrt, Lizandro Urquidi, Ricardo y Ulices Ramos, resolvieron consolidar su organización, que un 22 de mayo de 1896 en domicilio de Enrique Bohrt, dan por terminado el intercambio de opiniones previas a la fundación. Es así como el 26 de mayo de 1896, en casa de Leoncio Suaznábar se fundó el Oruro Foot ball Club, primera entidad de fútbol en Bolivia.
En 1914 se fundó la Federación de Fútbol Oruro, con el objetivo de impulsar la práctica del fútbol, siendo esta organización la encargada de organizar los primeros campeonatos de fútbol que se disputó en Oruro, aunque no se tienen datos de sus fundadores, instituciones deportivas afiliadas y los torneos que organizó.
Por diversos motivos la Federación de Fútbol Oruro decidió entrar en receso de actividades.
Fundación
Tras el paréntesis entre 1914 y 1920, un grupo de jóvenes denominados “Los Thunders” vieron la necesidad de crear una organización deportiva que supervise, organize y regule las actividades de los campeonatos oficiales, el 21 de junio de 1921, fue fundada la Asociación de Fútbol en los ambientes de la Sociedad de Socorros mutuos de artesanos a las 20:30, en la que se reunió una comisión de Thunders, conformada por Guillermo Liendo, César Reyes Ortiz y Alejandro Urquidi. Se eligió presidente de dicha asociación a Humberto Cuenca.
En 1924, esta asociación organizó su primer campeonato de fútbol. Los equipos que participaron en Primera de honor fueron Oruro Royal, Bolívar Nimbles, International Sporting Club, Unión Obrera, Calaveras F. B. C., Unión Pagador y Oruro Strongest Club. En la División Intermedia y Primera de ascenso participaronn 8 equipos y 13 equipos en Segunda de ascenso.
El 12 de septiembre de ese año, en una reunión en la ciudad de Cochabamba, en la que participaron los representantes de las asociaciones de Oruro, La Paz, Cochabamba, Potosí, Santa Cruz, Sucre y Uyuni, se produjo la fundación de la Federación Boliviana de Fútbol. Los representante de la Asociación de Fútbol Oruro en dicha fundación fueron René Renjel, Rafael Vásquez y Octavio Deheza. Se decidió nombrar al dirigente René Rengel vicepresidente de la recién creada organización. 
Era Profesional
El 23 de mayo de 1954 la Asociación de Fútbol Oruro se integró al profesionalismo, tras la incorporación de San José al Torneo Integrado, organizado por la Asociación de Fútbol de La Paz. De esta manera la Asociación de Fútbol Oruro fue la segunda organización del país en integrarse al profesionalismo tras la AFLP de La Paz.
De esta manera entre 1954 y 1959, se decidió que los equipos campeones y subcampeones de las asociaciones profesionales de Oruro y Cochabamba, competirían en el denominado Torneo Integrado, que, en aquella época fue la primera competición nacional que se organizó en el país y los clubes que participaron en este torneo compitieron por el título de campeón nacional.
En 1957 se produjo un conflicto entre la asociación de La Paz y las asociaciones de Oruro y Cochabamba, tras la negación de la primera de incluir más equipos al Torneo Integrado, lo que generó que la AFO y la AFC se retiren del campeonato. El 20 de julio de ese año las asociaciones de Oruro, Cochabamba y los centros mineros, deciden organizar el Certamen Nacional Mixto, con la participación de siete clubes, Oruro Royal y San José por Oruro, Aurora, Bata, Jorge Wilstermann y Petrolero por Cochabamba e Internacional en representación de los centros mineros.
El 21 de mayo de 1958 la Asociación de Fútbol de La Paz llegó a un acuerdo con las asociaciones de Oruro y Cochabamba, reanundandose el torneo integrado.

## Torneos organizados
La AFO organiza todos los torneos de fútbol en el Departamento de Oruro.
La AFO también organiza los torneos de divisiones inferiores y las competencias de fútbol femenino.

### Fútbol masculino
| 1 | Primera "A" 11 equipos       |
| 2 | Primera "B" 8 equipos        |
| 3 | Primera de Ascenso 6 equipos |
| 4 | Segunda de Ascenso 6 equipos |
| 5 | Tercera de Ascenso 6 equipos |

### Fútbol femenino
| 1 | Primera "A" 10 equipos |

## Equipos afiliados (2022)
| Primera "A"                                               |                    |                         |
| Equipo                                                    | Ciudad             | Fundación               |
| Club Deportivo Andrés Fernando Irahola Zalles (AFIZ)      | Oruro              | 1 de noviembre de 2008  |
| Club Deportivo Escara                                     | Oruro              | 1 de marzo de 1970      |
| Club Deportivo Kala                                       | Oruro              | 24 de mayo de 1972      |
| Club Deportivo Shalon                                     | Oruro Sabaya       | 9 de mayo de 1999       |
| Club Deportivo Totora Real Oruro                          | Oruro              | 30 de abril de 1962     |
| Club Empresa Minera Huanuni                               | Huanuni            | 2 de febrero de 2012    |
| Club Gualberto Villarroel                                 | Oruro              | 16 de julio de 1968     |
| Club Ingenieros                                           | Oruro              | 4 de julio de 1920      |
| Oruro Royal Club                                          | Oruro              | 26 de mayo de 1896      |
| Club San Isidro                                           | Oruro              | 30 de noviembre de 1956 |
| Club Deportivo SUR-CAR                                    | Oruro              | 21 de marzo de 1982     |
| Primera "B"                                               |                    |                         |
| Equipo                                                    | Ciudad             | Fundación               |
| Club Deportivo Aurora                                     | Oruro              | 1 de mayo de 1948       |
| Corque Fútbol Club                                        | Oruro Corque       | 19 de mayo de 2005      |
| Club Deportivo Sevaruyo                                   | Oruro              | 10 de mayo de 1987      |
| JCDT Bolivia Fútbol Club                                  | Oruro              | 2007                    |
| La Cantera Fútbol Club                                    | Oruro              | 2001                    |
| Club Deportivo Rosario Central                            | Corque (Caracota)  | 3 de mayo de 1940       |
| Club Strongest de Saucarí                                 | Toledo             | ?                       |
| Fútbol Club VHSR                                          | Oruro              | 20 de diciembre de 1992 |
| Primera de Ascenso                                        |                    |                         |
| Equipo                                                    | Ciudad             | Fundación               |
| Club Atlético La Joya                                     | Oruro              | 1972                    |
| Club Deportivo Pomata                                     | Corque (Pomata)    | 10 de mayo de 2014      |
| Club Deportivo Rosario                                    | Oruro              | ?                       |
| Húngaros Fútbol Club                                      | Oruro              | 5 de julio de 2017      |
| Club Sajama Multidisciplinario                            | Oruro              | 29 de junio de 1948     |
| Club Sportivo Euqueño                                     | Eucaliptus         | 16 de octubre de 2016   |
| Segunda de Ascenso                                        |                    |                         |
| Equipo                                                    | Ciudad             | Fundación               |
| Club Deportivo Atlético Hermandad                         | Oruro              | 15 de abril de 2018     |
| Club Deportivo Ximar                                      | Oruro              | ?                       |
| Fútbol Club La Salle                                      | Oruro              | ?                       |
| Club Deportivo Mariscal Sucre                             | Oruro              | ?                       |
| Club Deportivo Oruro All Boys                             | Oruro              | 2020                    |
| Club Deportivo Universidad                                | Oruro              | ?                       |
| Tercera de Ascenso                                        |                    |                         |
| Equipo                                                    | Ciudad             | Fundación               |
| Agua Rica Fútbol Club                                     | Sabaya (Agua Rica) | 10 de marzo de 2022     |
| Estrellas del Sur de Fútbol (ESSUR)                       | Oruro              | ?                       |
| Club Deportivo Morales Moralitos                          | Oruro              | 1983                    |
| Club Atlético Multidisciplinario Quiroziñhos              | Oruro              | 17 de marzo de 2014     |
| Saavedra Fútbol Club                                      | Oruro              | 26 de mayo de 2001      |
| Terrazas Fútbol Club                                      | Oruro              | 20 de diciembre de 2015 |
| Torneo Provincial                                         |                    |                         |
| Equipo                                                    | Ciudad             | Fundación               |
| Club Asociación Municipal Deportiva Caracollito (AMDECAR) | Soracachi          | 10 de abril de 2013     |
| Choquecota Fútbol Club                                    | Choquecota         | 2022                    |
| Club Cooperativa Minera Poopó                             | Poopó              | ?                       |
| Club Atlético Independiente de Pasto Grande               | Toledo             | ?                       |
| Club Municipal Caracollo                                  | Caracollo          | 2021                    |
| Club Deportivo Municipal Challapata                       | Challapata         | ?                       |
| Club Municipal Eucaliptus                                 | Eucaliptus         | 2022                    |
| Club San José es Oruro                                    | Sora               | 2019                    |
| Femenino                                                  |                    |                         |
| Equipo                                                    | Ciudad             | Fundación               |
| Club Deportivo Atlético Hermandad                         | Oruro              | 15 de abril de 2018     |
| Club Deportivo Cali                                       | Oruro              | ?                       |
| Club Deportivo Ximar                                      | Oruro              | ?                       |
| Futuro Fútbol Club                                        | Oruro              | 10 de enero de 2012     |
| Humildad Aprendizaje Audacia Táctica (Haat) Fútbol Club   | Oruro              | 5 de diciembre de 2016  |
| Club Atlético Independiente                               | Challapata         | 1 de mayo de 1929       |
| Club Deportivo Junior Caracollo                           | Caracollo          | ?                       |
| Club Deportivo Maizman                                    | Oruro              | 5 de septiembre de 2019 |
| Club Deportivo Mundo del Campeón                          | Oruro              | ?                       |
| Club Sajama Multidisciplinario                            | Oruro              | 29 de junio de 1948     |
| Otros equipos                                             |                    |                         |
| Equipo                                                    | Ciudad             | Fundación               |
| Club Deportivo 8 de Septiembre                            | Esmeralda          | 8 de septiembre de 1960 |
| Club Deportivo Alex Da Rosa                               | Oruro              | 14 de enero de 2019     |
| Club Anglo Americano                                      | Oruro              | 15 de mayo de 1964      |
| Club Atlético Pagador                                     | Oruro              | ?                       |
| Club Deportivo Bethania                                   | Oruro              | 15 de marzo de 2009     |
| Club Municipal Bolívar Antequera                          | Antequera          | 15 de junio de 1995     |
| Club Bolívar Nimbles                                      | Oruro              | 24 de julio de 1908     |
| Club Atlético Bosteros Junior                             | Oruro              | 12 de diciembre de 2018 |
| Club Deportivo Chusito                                    | Oruro              | 1 de marzo de 2016      |
| Club Deportivo y Cultural LIDES                           | Oruro              | ?                       |
| Club Deportivo Tarucachi                                  | Oruro              | 10 de mayo de 1983      |
| Atletic Club Felap                                        | Oruro              | ?                       |
| Club Deportivo Huracán                                    | Oruro              | ?                       |
| Club Deportivo Litoral                                    | Oruro              | 24 de junio de 1956     |
| Club Deportivo San José                                   | Oruro              | 19 de marzo de 1942     |

## Palmarés
Como responsable de las distintas selecciones de Oruro la AFO cosechó los siguientes títulos oficiales.

### Selección absoluta (2)
| Competición         |                 |                 |
| ------------------- | --------------- | --------------- |
| Campeonato Nacional | 2 (1929 y 1959) | 2 (1937 y 1950) |

## Presidentes
El actual presidente de la Asociación es Walter Humacayo, quien ejerce el cargo en su primer mandato desde el 9 de abril de 2022, en sucesión de René Huallata.

### Cronología
| N.º | Presidente                  | País    | Inicio del mandato | Final del mandato | Notas                             | Ref.   |
| --- | --------------------------- | ------- | ------------------ | ----------------- | --------------------------------- | ------ |
| 1   | Humberto Cuenca             | Bolivia | 21-06-1921         | 21-03-1922        | fundador                          |        |
| 2   | Abel Elías                  | Bolivia | 22-03-1922         | 1924              |                                   |        |
| 3   | Luis Sierra Galvarro        | Bolivia | 1924               |                   |                                   |        |
| ¿?  | Luis Fornz Samsó            | España  | 1960               |                   |                                   |        |
| ¿?  | Luis Soria Galvarro         | Bolivia | 1975               |                   |                                   |        |
| ¿?  | Juan Modesto Medina Sánchez | Bolivia | 2009               | 25-09-2014        | Reelecto cinco veces consecutivas | [ 9 ]  |
| ¿?  | Julián Mamani Quispe        | Bolivia | 26-09-2012         | 24-06-2014        |                                   | [ 10 ] |
| ¿?  | Hugo Miranda                | Bolivia | 25-06-2014         | 27-09-2017        |                                   | [ 11 ] |
| ¿?  | René Huallata Mamani        | Bolivia | 28-09-2017         | 08-04-2022        |                                   | [ 12 ] |
| ¿?  | Walter Humacayo Roque       | Bolivia | 09-04-2022         | Presente          |                                   | [ 13 ] |